# Possesso di redditi
Nell'ordinamento giuridico italiano, per possesso di redditi si intende la relazione tra il reddito e il soggetto passivo dell'imposta.
Gli articoli 1 e 72 del Testo unico delle imposte sui redditi affermano che il presupposto d'imposta per l'IRPEF e l'IRES è costituito da due profili: un profilo soggettivo rappresentato dal possesso di reddito, e uno oggettivo, costituito dal reddito.
I redditi, che rientrano nelle categorie reddituali di cui all'articolo 6 del TUIR, devono essere attribuiti esclusivamente al contribuente che ne abbia il possesso, ossia colui che ne è titolare, e non a soggetti diversi..

## Incerto significato del termine possesso
Il concetto di possesso ha generato significative incertezze interpretative, legate sia alla complessità di stabilire un nesso giuridico chiaro tra reddito e possesso, sia all’apparente incompatibilità tra i due termini. 
Mentre il possesso si configura come una manifestazione di potere materiale, il reddito rappresenta invece una nozione di tipo astratto. Tale accostamento ha sollevato dubbi su come conciliare efficacemente i due concetti all’interno del sistema giuridico..

### Coincidenza con l’omonimo istituto civilistico ex art. 1140 c.c .
Una prima interpretazione, sostenuta da una parte minoritaria della dottrina, si basa sul cosiddetto “principio dell’unità dell’ordinamento giuridico”. Questo principio stabilisce che, quando una disciplina giuridica adotta un istituto proveniente da un diverso ambito del diritto, tale integrazione deve essere considerata senza modifiche o adattamenti. In quest’ottica, si è affermato che la normativa tributaria intenda il concetto di possesso civile come il potere materiale sulla cosa, esercitato in modo analogo al diritto di proprietà o a un altro diritto reale su cosa altrui. Tuttavia, tale interpretazione è stata respinta dalla dottrina maggioritaria, la quale ritiene che essa limiterebbe l’efficacia del diritto tributario nel riconoscere situazioni giuridiche non suscettibili di possesso materiale .
A sostegno dell’impossibilità di applicare esclusivamente il concetto di possesso in termini civilistici, si possono fare alcuni esempi significativi. In alcune fattispecie di reddito di capitale, come nel caso in cui la ‘’res’’ sia rappresentata dal denaro percepito, la successione degli eventi manifesta un potere di fatto che corrisponde effettivamente al possesso. Al contrario, nelle società di persone, i redditi vengono imputati ai soci per “trasparenza”, senza una distribuzione effettiva, creando così una situazione in cui il possesso di redditi non coincide con una percezione reale degli stessi.
Inoltre, non tutti i redditi sono riconducibili a una ‘’res’’ materiale, e il termine possesso assume significati differenti a seconda delle categorie reddituali. La distinzione tra reddito di capitale, di lavoro e fondiario evidenzia come il concetto di possesso cambi in base al tipo di reddito. Nei redditi di lavoro e di capitale, il possesso si identifica con la percezione del reddito stesso, mentre nei redditi fondiari, l’attenzione si concentra sulla fonte produttiva, come l’immobile che genera il reddito .

#### Tesi della “disponibilità effettiva” o “materiale disponibilità”
Una seconda interpretazione, sempre minoritaria data la sua eccezionalità, invece di concentrarsi sulla "titolarità giuridica dei redditi" (cioè chi è legalmente proprietario dei redditi), prevede che si debba guardare alla "materiale disponibilità" che una persona ha di quei redditi. Detto altrimenti, chi ha il controllo effettivo e concreto dei proventi, anche se non è formalmente il proprietario legale, dovrebbe essere considerato come il vero possessore del reddito.
Di conseguenza è possibile che venga riconosciuto come possessore di un reddito non chi ha il diritto legale sulla fonte del reddito, ma chi ha effettivamente il controllo economico della ricchezza: la responsabilità fiscale si sposta, dunque, da chi è titolare "di diritto" a chi è titolare "di fatto" del reddito.
Tale orientamento vede il concetto di "possesso" in termini economici, focalizzandosi sul modo in cui il reddito viene utilizzato o consumato, senza necessità di verificare la proprietà legale della fonte di reddito.

#### Tesi della riferibilità soggettiva del possesso
Questa ultima teoria, seguita dalla maggior parte degli esperti, afferma che il "possesso" riguarda il legame tra il reddito e il periodo in cui viene tassato, con un focus sulla relazione tra il reddito e chi è soggetto a tassazione. Quindi si considera possessore di un reddito chi ha la proprietà legale della fonte che origina quel reddito e chi ha la possibilità di utilizzare i mezzi necessari per pagare le imposte, come l'IRPEF o l'IRES.
Nel tempo, si è superata l'idea che il possesso dovesse essere inteso solo in senso civile, vale a dire come semplice disponibilità fisica della ricchezza, diventando un concetto più ampio, ricomprendente non solo chi detiene i beni, ma anche chi ha il controllo su di essi e la possibilità di gestirli secondo le normative fiscali.
Secondo questa visione predominante, dunque, il possesso è visto come la titolarità della fonte di reddito.

## Presupposto oggettivo: il reddito
Il reddito, che rappresenta il profilo oggettivo del presupposto d'imposta per IRPEF e IRES, è un indicatore della capacità contributiva, secondo quanto stabilito dall'articolo 1 del TUIR. Il TUIR non ne fornisce però una definizione generale e astratta.

### Inesistenza di una nozione specifica di reddito
In materia tributaria, la mancanza di una definizione di reddito, fiscalmente rilevante, ha generato un notevole dibattito tra dottrina e giurisprudenza, che ha determinato il susseguirsi di diverse interpretazioni. Il legislatore ha abbandonato l'idea di dare una definizione unitaria del concetto di reddito, preferirgli invece, per ragioni di chiarezza, una definizione casistica.
Tale approccio è stato utilizzato nell’art. 6 comma 1 TUIR, che fornisce un elenco delle categorie di reddito suscettibili di tassazione fiscale. Con la previsione di queste categorie, si crea un rinvio qualificato, cioè un rinvio nell’ambito dello stesso contesto normativo, ad una norma generale che stabilisce un principio fiscale, che è poi integrato da una serie di norme specifiche che ne definiscono i dettagli e le fattispecie. Queste categorie reddituali rappresentano il fondamento del sistema di imposizione sui redditi.

#### Reddito e patrimonio
Non tutte le somme ricevute da una persona contribuiscono a formare una ricchezza tassabile ai fini dell'IRPEF o dell'IRES. Infatti, può capitare che un soggetto riceva somme destinate a ristabilire un patrimonio precedentemente perso e perciò non si configura un arricchimento imponibile. Per comprendere questa distinzione, è fondamentale differenziare i proventi di natura reddituale da quelli patrimoniali: solo i primi determinano l'arricchimento che giustifica l’imposizione fiscale sui redditi.
Il reddito è un concetto dinamico, in quanto rappresenta un flusso di ricchezza prodotto da un soggetto in un determinato periodo di tempo, che, in ambito tributario, corrisponde al periodo d’imposta. Al contrario, il patrimonio è un concetto statico: esso costituisce una delle fonti di reddito, ma solo a condizione che venga adeguatamente investito. Il patrimonio, quindi, può essere utilizzato per generare reddito, ma di per sé non assoggettabile a tassazione.

#### Adattamenti alla definizione di reddito in materia tributaria
Non avendo il legislatore predisposto una definizione specifica di reddito, si è confrontato con una classificazione proposta e elaborata dagli studiosi del settore economico-finanziario, ovvero:
- “reddito prodotto”, riferito esclusivamente agli incrementi patrimoniali derivanti da attività produttive di ricchezza;
- “reddito spesa”, ossia la ricchezza destinata al consumo;
- “reddito entrata”, corrispondente a qualsiasi aumento del patrimonio preesistente.

Tale tipizzazione ha un’utilità limitata sul piano giuridico e poiché le scelte del legislatore sono principalmente orientate da obiettivi di politica fiscale e sviluppo economico, la questione di individuare una definizione unitaria di reddito si è tradotta nella scelta di considerarlo come “prodotto” o “entrata”. Nel sistema fiscale italiano, il reddito inteso come “spesa” non è rilevante ai fini della tassazione.
Due profili strutturali della nozione di reddito generale sono: la rilevanza dei costi di produzione e il periodo temporale di riferimento. 
Il primo profilo stabilisce che il reddito va assoggettato a imposizione al netto dei costi sostenuti per la sua produzione. 
Per quanto attiene invece al secondo profilo il reddito non assume rilevanza di per sé, ma solo con riferimento a un determinato orizzonte temporale che nel sistema di imposizione sui redditi è il periodo di imposta.
La prevalenza di tale concezione di reddito, nell’ambito dell’imposizione sui redditi, è confermata anche da alcune norme contenute nel TUIR. Tra queste, in particolare, l’articolo 6 comma 2 del Testo Unico  il quale afferma che: “I proventi conseguiti in sostituzione di redditi, anche per effetto di cessione dei relativi crediti, e le indennità conseguite, anche in forma assicurativa, a titolo di risarcimento di danni consistenti nella perdita di redditi, esclusi quelli dipendenti da invalidità permanente o da morte, costituiscono redditi della stessa categoria di quelli sostituiti o perduti”.
In realtà, la scelta compiuta dal legislatore e con cui sancisce la rilevanza fiscale dei redditi (mediante l’elenco delle singole categorie) potrebbe creare incertezze in caso di fattispecie economicamente rilevanti che però non risultino incluse in nessuna delle categorie reddituali sancite dell’art. 6, D.P.R. n.
917/1986, come ad esempio la qualificazione dei redditi derivanti dalle cessioni di marchi o brevetti da parte dell’autore o inventore.

## Interposizione fittizia
Una problematica che può verificarsi, in sede di accertamento da parte dell'Amministrazione finanziaria, è il riscontro di un comportamento elusivo che si manifesta attraverso l'Interposizione fittizia in materia tributaria.